# Horst Schallon
Horst Schallon (* 1924) ist ein ehemaliger deutscher Journalist und Sportreporter.
Schallon arbeitete beim RIAS und Sender Freies Berlin und leitete dort u. a. die Sendung Zeitfunk. Er war einer der Mitgründer des SFB-Fernsehsenders, u. a. 1958 bei der Abendschau.